# ОШ „Петар Враголић” Љубовија
ОШ „Петар Враголић” се налази у Љубовији, градском насељу и седишту истоимене општине на територији Мачванског округа. Данашње име је добила 1958. године, док почетак организованог школства везује се за отварање прве школе, давне 1838. године. У самој варошици Љубовији, прва школа почела је са радом 1875. године.

## Школа данас
Зграда школе у којој се данас одвија настава грађена је од 2001. године до 2010. године, а свечано је отворена 25. јуна 2010. године и предата на употребу за нову школску годину од 1. септембра 2010. године. Школска зграда је састављена из приземља, спрата и фискултурне сале изнад спрата, са десет класичних учионица, кабинетима за хемију, физику, биологију, информатику и радионице за извођење наставе техничког образовања. Изнад спрата (поткровље) је фискултурна сала са помоћним просторијама, две канцеларије за наставнике физичког васпитања и свлачионице са купатилом.

## Издвојена одељења
Основна школа „Петар Враголић” у свом саставу има пет издвојених осмогодишњих одељења:
- Издвојено осмогодишње одељење Узовница, смештена у средишњем делу села, поред магистралног пута Љубовија-Мали Зворник. Школа има два објекта:стару школску зграду саграђену после Другог светског рата и новосаграђену 1971. године. Од школске 2006/2007. године за наставу се више не користи стара школска зграда, због смањења броја одељења. Ова школа има четири четворогодишња издвојена одељења, у Рујевцу, Грачаници, Постењу, Селанцу и Црнчи.
- Издвојено осмогодишње одељење Врхпоље, смештена је у центру села, поред магистралног пута Љубовија – Бајина Башта. Изграђена је у периоду између 1921. и 1923. године. Школа има два четворогодишња издвојена одељења, у Леовићу и Цапарићу.
- Издвојено осмогодишње одељење Доња Љубовиђа, налази се у центру села на правцу према Ваљеву. Стара је око 150 година и три објекта чине целину: стара школска зграда, новија школска зграда и некадашњи објекат за ђачку кухињу који се користи за наставу и предшколце. Школа има два четворогодишња издвојена одељења, у Соколцу и Горњој Љубовиђи.
- Издвојено осмогодишње одељење Доња Оровица, налази се у брдско-планинском подручју, једина школска зграда са спратом која је задржала своју аутентичност (до спрата се долази помоћу дрвених степеница, ходници су осветљени и пространи, столарија дрвена, бунар). Има пет класичних учионица, просторију за библиотеку, канцеларију за пом. директора, наставничку канцеларију у којој се одвија и настава информатике и спортски терен поред школског објекта. Школа има пет четворогодишњих издвојених одељења, у Горњој Оровици, Оровичкој Планини, Савковићу, Фребену и Горњем Кошљу.
- Издвојено осмогодишње одељење Горња Трешњица, почела је са радом 1836. године и сматра се једном од најстаријих основних школа у Србији. Школска зграда у ком се одвија настава је стара око 100 година. Школа има два четворогодишња издвојена одељења, у Грчићу и Лукића Брду.[2]